# Cefpodoxima
La cefpodoxima es un antibiótico oral de cefalosporina de  tercera generación. Es activo contra la mayoría de los organismos Gram-positivos y Gram-negativos. Entre las excepciones notables se incluyen Pseudomonas aeruginosa, Enterococcus y Bacteroides fragilis.
Actualmente, sólo se comercializa como preparaciones genéricas en los Estados Unidos, según el Libro Naranja de la FDA. Se utiliza comúnmente para tratar la otitis media aguda, faringitis, sinusitis y gonorrea. También encuentra uso como terapia de continuación oral cuando las cefalosporinas intravenosas (como ceftriaxona) ya no son necesarias para el tratamiento continuo.
Fue patentado en 1980 y aprobado para uso médico en 1989.

## Aplicación
Cefpodoxima se administra por vía oral como una variación profármaco de Cefpodoximproxetil.